# Mount Crested Butte
Mount Crested Butte es un pueblo ubicado en el condado de Gunnison en el estado estadounidense de Colorado. En el Censo de 2010 tenía una población de 801 habitantes y una densidad poblacional de 139,37 personas por km².

## Geografía
Mount Crested Butte se encuentra ubicado en las coordenadas 38°54′30″N 106°57′31″O / 38.90833, -106.95861. Según la Oficina del Censo de los Estados Unidos, Mount Crested Butte tiene una superficie total de 5.75 km², de la cual 5.75 km² corresponden a tierra firme y (0%) 0 km² es agua.

## Demografía
Según el censo de 2010, había 801 personas residiendo en Mount Crested Butte. La densidad de población era de 139,37 hab./km². De los 801 habitantes, Mount Crested Butte estaba compuesto por el 96% blancos, el 0% eran afroamericanos, el 0.87% eran amerindios, el 0.62% eran asiáticos, el 0% eran isleños del Pacífico, el 0.87% eran de otras razas y el 1.62% pertenecían a dos o más razas. Del total de la población el 3% eran hispanos o latinos de cualquier raza.